# آرتور گایدوش
آرتور گایدوش (انگلیسی: Artur Gajdoš؛ زادهٔ ۲۰ ژانویهٔ ۲۰۰۴) بازیکن فوتبال اهل اسلواکی است.
وی همچنین در تیم‌های ملی فوتبال زیر ۱۸ و ۱۹ سال اسلواکی بازی کرده‌است.